# Matar un ruiseñor
Matar un ruiseñor (título original en inglés: To Kill a Mockingbird) es una novela de 1960 de la escritora estadounidense Harper Lee. Su publicación tuvo un éxito instantáneo: ganó el premio Pulitzer y pasó a convertirse en un clásico de la literatura estadounidense. La novela está inspirada en las observaciones de la autora sobre su familia y sus vecinos, así como en un incidente ocurrido cerca de su ciudad en 1936, cuando tenía diez años de edad.
Aunque la novela trata sobre temas polémicos como la violación sexual y la desigualdad racial, también se le alaba por su calidez y humor. El padre de la narradora, Atticus Finch, ha servido como ejemplo de moral para muchos lectores y como modelo de integridad para los abogados. Un crítico explicaba el impacto de la novela diciendo: «En el siglo XX, Matar un ruiseñor es el libro más leído sobre el tema racial en Estados Unidos, y su protagonista, Atticus Finch, es la imagen de ficción más duradera del heroísmo racial».
Siendo una novela gótica sureña y un Bildungsroman, los temas principales de Matar un ruiseñor comprenden la injusticia racial y la destrucción de la inocencia. Los estudiosos han hecho notar que Lee también toca temas de clase, coraje y compasión, y de roles de género en el Deep South estadounidense. El libro se utiliza ampliamente en las escuelas de países angloparlantes con lecciones que ponen énfasis a la tolerancia y condenan los prejuicios. No obstante, Matar un ruiseñor también ha sido objeto de campañas para que se lo retirara de la escuela pública, con frecuencia por el uso que hace de epítetos raciales. De igual modo, los estudiosos señalan que los personajes negros no se exploran completamente, por lo que muchos lectores negros los reciben de forma ambivalente, a pesar de que sí tienen un profundo efecto en muchos lectores blancos.
La acogida de la novela varió ampliamente a partir de su publicación. Los análisis literarios son bastante escasos en comparación con el número de ejemplares vendidos y su uso en la educación. La autora Mary McDonough Murphy, que coleccionó impresiones particulares sobre el libro realizadas por numerosos autores y figuras públicas, considera Matar un ruiseñor como «un fenómeno sorprendente». En 2006 los bibliotecarios británicos situaron la obra por delante de la Biblia en cuanto a «libros que todo adulto debería leer antes de morir». Fue adaptada al cine en 1962 con título homónimo por el director Robert Mulligan, con guion de Horton Foote, obteniendo diez nominaciones a los premios Óscar y consiguiendo tres premios. Desde 1990 se ha representado una obra de teatro anualmente en la localidad natal de Lee, Monroeville, Alabama.
Fue la primera y única novela publicada de Harper Lee hasta el 15 de julio de 2015, cuando se publicó Ve y pon un centinela, borrador que inicialmente no fue publicado y que narra la infancia de la protagonista de Matar un ruiseñor.
El ave mencionada en el título original se refiere al Mimus polyglottos, conocido comúnmente como cenzontle, que habita en gran parte de Norte América, donde ocurre la historia, y no al Luscinia megarhynchos, conocido comúnmente como ruiseñor y que solo habita en Eurasia.

## Trasfondo biográfico y publicación
Nacida en 1926, Harper Lee creció en la localidad sureña de Monroeville, Alabama, donde entabló una estrecha amistad con el posterior escritor Truman Capote. Acudió al Huntingdon College de Montgomery de 1944 a 1945, y posteriormente, de 1945 a 1949, estudió Derecho en la Universidad de Alabama. Durante esta etapa participó en la redacción de varias revistas literarias: Huntress en Huntingdon y la revista de humor Rammer Jammer en la universidad. También escribió pequeños relatos y otras obras sobre la injusticia racial, un tema raramente mencionado en los campus de la época. En 1950 Lee se trasladó a Nueva York, donde trabajó de empleada de reservas para British Overseas Airways Corporation; allí, comenzó a escribir una recopilación de ensayos y pequeños relatos sobre la gente de Monroeville. Esperando que fueran publicados, Lee presentó su trabajo en 1957 a un agente literario que le recomendó Capote. Un editor de J.B. Lippincott & Co. le recomendó abandonar su trabajo en la aerolínea para concentrarse en escribir, cosa que hizo. Lee pasó entonces un año ininterrumpido escribiendo, viviendo durante este tiempo de donaciones de sus amigos.
Finalmente, Lee empleó dos años y medio en escribir Matar un ruiseñor. Una descripción de la redacción del libro realizada por National Endowment for the Arts relata un episodio de la redacción, cuando Lee se frustró tanto que lanzó el manuscrito por la ventana a la nieve. Su agente la obligó a recuperarlo. El libro se publicó el 11 de julio de 1960. Su título original fue Atticus, pero Lee cambió el mismo para reflejar una historia que iba más allá de un personaje. El equipo editorial de Lippincott advirtió a Lee de que probablemente solo se venderían varios miles de ejemplares. En 1964, Lee recordó cuáles fueron sus esperanzas con respecto al libro, afirmando: «Nunca esperé ninguna clase de éxito con el ‘Ruiseñor’. [...] Estaba esperando una muerte rápida y misericordiosa a manos de los críticos, pero, al mismo tiempo, esperaba que a alguien le gustara lo suficiente como para darme ánimos. Ánimos públicos. Esperaba unos pocos, como dije, pero recibí un montón y de algún modo esto fue tan aterrador como la muerte rápida y misericordiosa que yo me esperaba». En lugar de propiciarle una "muerte rápida y misericordiosa", Reader's Digest Condensed Books eligió el libro para una reimpresión, lo que le dio inmediatamente un amplio número de lectores. Desde su publicación original, el libro nunca ha dejado de imprimirse.

## Resumen
La historia transcurre a lo largo de un período de tres años durante la Gran Depresión en el pueblo ficticio de Maycomb (Alabama). La narradora es Scout Finch, de ocho años de edad, quien vive con su hermano mayor Jem y su padre Atticus, un abogado viudo de mediana edad. Jem y Scout entablan amistad con un niño llamado Dill que está de visita en Maycomb durante el verano y que se hospeda en la casa de su tía. Los tres niños están aterrorizados y a la vez fascinados por su vecino «Boo» Radley, quien posee un carácter huraño. Los adultos de Maycomb evitan hablar sobre Boo y muy pocos le han visto en años. Los niños alimentan su imaginación con rumores sobre las apariciones de Boo y las razones por las que permanece escondido, y elaboran fantasías y planes sobre cómo podrían incitarlo a que saliera de su casa. Tras dos veranos de amistad con Dill, Scout y Jem comienzan a recibir pequeños regalos que alguien coloca en un árbol próximo a la casa de Radley. Varias veces, el misterioso Boo les hace pequeños regalos a los niños, pero para desengaño de ellos, nunca aparece en persona.
A Atticus le encargan la defensa de un hombre de raza negra llamado Tom Robinson, acusado de violar a una joven mujer blanca llamada Mayella Ewell. Aunque muchos de los pobladores de Maycomb no están de acuerdo, Atticus acepta defender a Tom de la mejor manera posible. Otros niños se burlan de Jem y Scout a causa de la posición que toma Atticus, al que llaman "amante de los negros". Aunque su padre le ha advertido que no lo haga, Scout se siente tentada a defender el honor de su padre en peleas. Atticus, por otra parte, debe enfrentarse a un intento de un grupo de hombres que quieren linchar a Tom. Scout, Jem y Dill logran desbaratar esta amenaza cuando aparecen en la escena y logran que la turba se disperse al hacerles comprender la situación desde el punto de vista de Atticus y Tom.

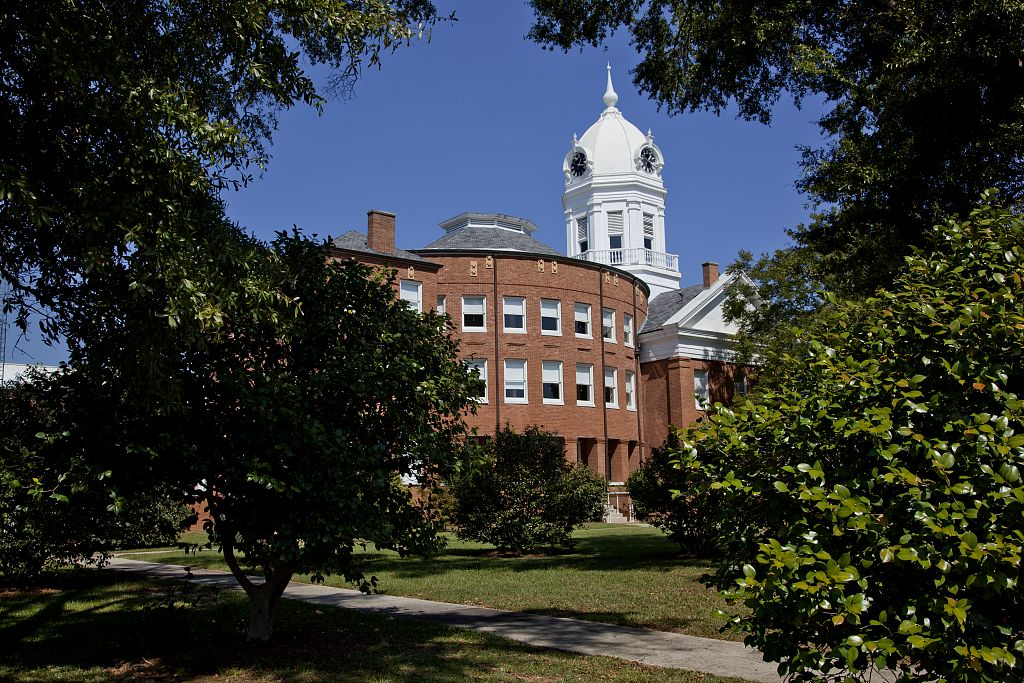
El juzgado del condado de Monroe fue elegido para rodar la escena del juicio de la película. Es parte del Registro Nacional de Lugares Históricos.

Dado que Atticus no desea que los niños presencien el juicio de Tom Robinson, Scout, Jem y Dill lo observan en secreto desde el balcón destinado a los negros. Atticus logra probar que tanto Mayella como su padre Bob Ewell, el borracho del pueblo, mienten en sus acusaciones. También se comprueba que Mayella había estado realizando insinuaciones de naturaleza sexual a Tom cuando su padre la sorprendió. Aunque existe una evidencia considerable sobre la inocencia de Tom, el jurado lo encuentra culpable. La fe que Jem tenía en la justicia se ve sacudida cuando Tom, condenado y desesperado, intenta escapar de la prisión y recibe un tiro mortal.
Humillado por lo que se ha revelado durante el juicio, Bob Ewell jura vengarse. Bob se encuentra con Atticus en la calle y le escupe a la cara, trata de irrumpir en la casa del juez que presidió el juicio y amenaza a la viuda de Tom Robinson. Finalmente, ataca a los indefensos Jem y Scout cuando se dirigían caminando a su casa de regreso de una feria de Halloween en la escuela. En la reyerta Bob Ewell le rompe un brazo a Jem, pero en el medio de la confusión aparece alguien que rescata a los niños. El hombre misterioso lleva a Jem a su casa y Scout se da cuenta de que el hombre que los ayuda no es otro que el huraño Boo Radley.
El sheriff de Maycomb descubre que Bob Ewell ha muerto durante la riña. Atticus considera que es un homicidio justificado y que Boo Radley será declarado inocente sin problemas. Sin embargo, la niña, Scout, le dice a su padre que exponer a Boo al escrutinio público de un juicio le causaría gran perjuicio, algo que «sería como matar un ruiseñor», haciendo referencia a un consejo dado por el mismo Atticus en el que decía que matar ruiseñores, que solo cantan y no hacen daño, es un acto malvado.
El sheriff discute con Atticus sobre la oportunidad y ética de considerar a Jem o Boo responsables del hecho. Atticus finalmente acepta la historia del sheriff en el sentido de que Ewell simplemente se cayó sobre su propio cuchillo. Boo le pide a Scout que lo acompañe hasta su casa, y cuando ella se despide, él desaparece nuevamente. Mientras ella está parada en el porche de la casa de Radley, Scout se imagina cómo debe de ser la vida desde la perspectiva de Boo y se lamenta de que ellos nunca le agradecieron los obsequios que él les hizo.

## Elementos autobiográficos
Lee ha afirmado que Matar un ruiseñor no es una autobiografía, sino un ejemplo de cómo un autor «debería escribir sobre lo que conoce y escribe sinceramente». No obstante, numerosas personas y sucesos de la infancia de Lee tienen un paralelismo con aquellos de la protagonista de la novela, Scout. El padre de Lee, Amasa Coleman Lee, era abogado, como Atticus Finch, y en 1919 defendió a dos negros acusados de asesinato. Tras su condena, ahorcamiento y mutilación, nunca más asumió ningún caso relacionado con un crimen. El padre de Lee era también director y editor del periódico de Monroeville. Aunque más partidario de la segregación racial que Atticus, se volvió más liberal de manera gradual en sus últimos años. Pese a que la madre de Scout murió cuando ella era un bebé y Lee tenía 25 años cuando falleció la suya, la madre de Lee padecía una enfermedad nerviosa que la volvía mental y emocionalmente ausente. Lee tenía un hermano llamado Edwin quien, como el ficticio Jem, era cuatro años mayor que su hermana. Al igual que en la novela, un ama de llaves negra acudía diariamente al hogar de los Lee.
El personaje de Dill se basó en el amigo de Lee de la infancia, Truman Capote, conocido por aquel entonces como Truman Persons. Dill vivía justo al lado de Scout durante el verano, al igual que Capote, quien vivía con su tíos mientras su madre visitaba Nueva York. Como Dill, Capote tenía una impresionante imaginación y un don para las historias fascinantes. Tanto Lee como Capote fueron niños atípicos: ambos amaban leer. Lee era una niña muy dada a enfrascarse en peleas, mientras que Capote era ridiculizado por su avanzado vocabulario y ceceo. Capote y ella inventaron y representaron historias escritas por ellos mismos en una vieja máquina de escribir Underwood que les dio el padre de Lee. Se convirtieron en buenos amigos a partir del momento en que se sintieron alienados en comparación con sus iguales; Capote se refería a ellos dos como «personas aparte». En 1960 Capote y Lee viajaron a Kansas juntos para investigar los múltiples asesinatos que fueron la base para la novela testimonio de Capote A sangre fría.
Calle abajo de donde vivían los Lee se hallaba el hogar de una familia cuya casa estaba siempre tapada con tablas: la base para los Radley de Matar un ruiseñor. El hijo de la familia tuvo algún problema con la justicia y el padre lo mantuvo en casa durante 24 años por vergüenza. Estuvo escondido hasta que fue virtualmente olvidado y murió en 1952.
El origen de Tom Robinson es menos claro, aunque muchos han especulado con que este personaje estuvo inspirado por numerosas personas. Cuando Lee tenía diez años, una mujer blanca de cerca de Monroeville acusó a un negro llamado Walter Lett de haberla violado. La historia y el juicio fueron cubiertos por el periódico del padre de Lee y Lett fue condenado a muerte. Tras la aparición de una serie de cartas asegurando que Lett había sido falsamente acusado, su sentencia fue conmutada por la de cadena perpetua. Lett falleció en la cárcel de tuberculosis en 1937. Los estudiosos creen que las dificultades de Robinson reflejan el notorio caso de los Scottsboro Boys, en el que nueve hombres negros fueron condenados con muy pocas pruebas por la violación de dos mujeres blancas. Sin embargo, en 2005 Lee aseguró que tuvo en mente algo menos sensacional, aunque el caso de Scottsboro sirvió «para el mismo objetivo»: mostrar los prejuicios sureños. Otra de las posibles inspiraciones para la creación del personaje de Tom Robinson es Emmett Till, un adolescente negro que fue asesinado por coquetear con una chica blanca en Misisipi en 1955 y cuya muerte es considerada el catalizador que dio origen al movimiento por los derechos civiles.

## Estilo
El elemento estilístico más característico según las críticas es el talento de Lee para la narración, que en una temprana crítica de Time fue calificada de una «brillantez táctil». Una década después, un estudioso de la obra señaló: «Harper Lee tiene un excepcional talento para contar historias. Su arte es visual y con fluidez cinematográfica y sutileza vemos una escena fundiéndose con otra sin sobresaltos de transición». Lee combina la voz del narrador de una niña que observa lo que sucede a su alrededor con la de una mujer adulta reflexionando sobre su infancia, al tiempo que utiliza la ambigüedad de esta voz en combinación con la técnica narrativa de analepsis para jugar intrincadamente con las perspectivas. Este método narrativo permite a Lee contar una historia «divinamente engañosa» que mezcla la simpleza de las apreciaciones infantiles con situaciones de adultos enrevesadas por motivos ocultos y tradiciones incontestables. No obstante, esa mezcla en ocasiones provoca que los críticos cuestionen el sobrenatural vocabulario empleado por Scout y su profunda comprensión de los sucesos. Tanto Harding Lemay como el novelista y crítico literario Granville Hicks expresaron sus dudas sobre que niños tan protegidos como Scout y Jem pudieran entender la complejidad y el horror que suponía el juicio de Tom Robinson.
Sobre el estilo de Lee y el uso del humor en una historia trágica, la estudiosa Jacqueline Tavernier-Courbin señala: «La risa... [expone] la gangrena bajo la superficie hermosa pero también la degrada; uno casi nunca puede... ser controlado por lo que uno es capaz de reírse». Las precoces observaciones de Scout sobre sus vecinos y su comportamiento inspiran al director del National Endowment of the Arts David Kipen a llamarla «delirantemente graciosa». Para tratar asuntos complejos, sin embargo, Tavernier-Courbin nota que Lee usa la parodia, la sátira y la ironía con eficacia mediante el uso de la perspectiva de un niño. Después de que Dill prometa casarse con ella, este pasa mucho tiempo con Jem, y Scout considera que la mejor manera de atraer la atención de Dill es pelearse con él, algo que hace en varias ocasiones. El primer día en la escuela de Scout es un trato satírico de la educación; su profesora le dice que debe enmendar el daño que Atticus ha causado por enseñarle a leer y escribir y prohíbe a Atticus enseñarle más. Lee trata las situaciones nada graciosas con ironía, como cuando Jem y Scout intentan entender cómo Maycomb abraza el racismo y todavía trata de continuar siendo una sociedad decente. La sátira y la ironía se utilizan con tal extensión que Tavernier-Courbin sugiere una interpretación para el título del libro: Lee está haciendo una mofa de la educación, del sistema educativo y de su propia sociedad, empleándolos como temas de su humorística desaprobación.
Los críticos también perciben los métodos de entretenimiento empleados para desarrollar el argumento. Cuando Atticus está fuera de la localidad, Jem encierra a un compañero de la escuela dominical en el sótano de la iglesia y lo ata a la caldera en un juego que llama «Ananías». Esto provoca que Calpurnia pase a acompañar a Scout y Jem a la iglesia, lo que permite que los niños conocer detalles de la vida personal de Calpurnia y de Tom Robinson. Scout se duerme durante el espectáculo de Halloween y hace una entrada tardía en escena, causando las carcajadas del público. Se siente tan distraída y avergonzada que prefiere volver a casa con su disfraz de jamón, lo que le salva la vida.

### Géneros
Matar un ruiseñor ha sido clasificado como una novela gótica sureña y un Bildungsroman. Las grotescas y casi sobrenaturales cualidades de Boo Radley y de su casa y el elemento de injusticia racial en torno al personaje de Tom Robinson contribuyen a crear el aura gótica en la novela. Lee utilizó el término «gótico» para describir la arquitectura del juzgado de Maycomb y para referirse a las exageradamente morbosas imitaciones de Boo Radley que hacía Dill. Los forasteros también son un importante elemento de las novelas góticas sureñas y las cuestiones de Scout y Jem sobre la jerarquía de su localidad hace que la novela sea comparada con El guardián entre el centeno y Las aventuras de Huckleberry Finn. En lugar de desafiar los sistemas locales, Scout venera a Atticus como una autoridad sobre los demás porque él cree que seguir la conciencia propia es la máxima prioridad, incluso cuando el resultado sea el ostracismo social. No obstante, los estudiosos debaten sobre la clasificación dentro del gótico sureño, percibiendo que Boo Radley es en realidad humano, protector y benévolo. Asimismo, al tratar temas como el alcoholismo, el incesto, la violación y la violencia racial, Lee escribió sobre su pequeña localidad de manera realista en lugar de hacerlo de una forma melodramática y representa los problemas de los personajes individuales como asuntos subyacentes universales en toda sociedad.
Como niños, Scout y Jem hacen frente a duras realidades y aprenden de las mismas, provocando que los críticos categoricen la novela como un Bildungsroman, novela que típicamente describe cómo madura el protagonista. Lee parece examinar el sentimiento de vacío que experimenta Jem porque sus vecinos lo han defraudado. Jem le dice a la señora Maudie, su vecina, el día antes del juicio: «Es como ser una oruga enrollada en un capullo... siempre pensé que la gente de Maycomb era la mejor del mundo, al menos es lo que parecía». Esto le lleva a enfrentarse con la separación de razas y clases. De la misma manera en que la novela es una ilustración de los cambios de Jem, también es una exploración de las realidades que Scout tiene que afrontar como una atípica niña a punto de convertirse en mujer. Como señala uno de los estudiosos de la obra, «Matar un ruiseñor puede leerse como un Bildungsroman feminista, Scout emerge de las experiencias de su infancia con un claro sentido de cuál es su lugar en la comunidad y con consciencia de su potencial poder como la mujer que un día será».

## Temas
Pese a la gran popularidad que ha tenido la novela desde su publicación, no ha recibido esa atención tan cercana de la crítica que sí han tenido otros clásicos de la literatura moderna estadounidense. Don Noble, editor de un libro de ensayos sobre la novela, estima que la proporción de ventas de ensayos analíticos en comparación con el libro podría ser de un millón a uno. Cristopher Metress apunta que el libro es "un icono cuyo influjo emotivo continúa siendo extrañamente poderoso porque sigue sin haberse examinado". Noble sugiere que no recibe atención académica por su consistente estatus de superventas («Si a tanta gente le gusta, no sería nada bueno») y que los lectores corrientes parecen no sentir la necesidad de una interpretación analítica.
Harper Lee se ha mantenido indiferente ante las interpretaciones de la novela desde mediados de la década de 1960. Sin embargo, facilitó un acercamiento a los temas de la obra cuando, en una poco común carta al editor, escribió en respuesta a la apasionada reacción que despertó su libro: «Seguramente resulte claro a la más simple de las inteligencias que Matar un ruiseñor explica detalladamente en palabras que rara vez son de más de dos sílabas un código de honor y conducta, cristiano en su ética, que es herencia de todos los sureños».

### La vida sureña y la injusticia racial
Cuando se publicó el libro, los críticos hicieron notar que estaba dividido en dos partes, y había opiniones encontradas sobre la habilidad de Lee para conectarlas entre sí. La primera parte de la novela trata sobre la fascinación de los niños con Boo Radley y la sensación de seguridad que el vecindario les brindaba. Los críticos, en general, estaban embelesados por los comentarios de Scout y Jem sobre sus extraños vecinos. Un escritor estaba tan impresionado por las descripciones detalladas de Lee sobre la gente de Maycomb que catalogó el libro como un regionalismo romántico sureño. Este sentimentalismo es evidente en el uso que hace Lee del sistema de castas sureño para explicar el comportamiento de casi todos los personajes en la novela. Por ejemplo, la tía Alexandra explica las faltas y fortalezas de los habitantes de Maycomb mediante el uso de la genealogía (familias que poseen tendencia hacia el juego o hacia la bebida), mientras que el narrador describe la historia de la familia Finch y la historia de Maycomb con detalle. Este énfasis en el tema regional se manifiesta también en la aparente falta de capacidad de Mayella Ewell para admitir su simpatía hacia Tom Robinson y en la definición que utiliza Atticus de "buena gente" para referirse a la gente con buen criterio que hace lo mejor que puede con los medios a su alcance. El Sur, con sus tradiciones y tabúes, parece afectar la trama en mayor medida que los personajes.
La segunda parte de la novela trata de lo que el crítico literario Harding LeMay identificó como «la vergüenza que corroe el espíritu del sureño blanco civilizado en sus relaciones con el "negro"». Desde que fue publicada, numerosos críticos han considerado Matar un ruiseñor una novela que principalmente trata sobre las relaciones raciales. Claudia Durst Johnson considera que es "razonable considerar" que la novela fue influenciada en gran medida por dos eventos relacionados con temas raciales que ocurrieron en Alabama: la negativa de Rosa Parks a sentarse en la parte posterior de un autobús, que desencadenó el boicot de autobuses de Montgomery de 1955, y los disturbios de 1956 en la Universidad de Alabama después de que Autherine Lucy y Polly Myers fueran aceptadas como estudiantes (posteriormente Myers retiró su inscripción y Lucy fue expulsada). Otros dos estudiosos de la literatura, al referirse al contexto histórico de la novela, destacaban: "Matar un ruiseñor fue escrita y publicada en el medio de la mayor transformación y conflicto social en el Sur desde la Guerra de Secesión y la Reconstrucción. Inevitablemente, a pesar de estar ambientada a mediados de la década de 1930, el relato, contado desde la perspectiva de la década de 1950, habla de los conflictos, tensiones y miedos inducidos por esta transición".
El estudioso Patrick Chura, sugirió que Emmett Till fue el modelo para el personaje de Tom Robinson, enumerando las injusticias que debió soportar el personaje de Tom en la ficción y su correlato con las que afrontó Till. Chura hace notar el icono del violador negro que causa daño a la representación de la "femineidad mitológica, vulnerable y sagrada del sur". Toda transgresión por hombres negros que apenas esbozara un contacto de carácter sexual con mujeres blancas durante la época en que se ambienta la novela a menudo conducían al castigo con la pena de muerte del acusado. El jurado en el juicio a Tom Robinson eran pobres granjeros blancos que lo condenaron a pesar de la amplia evidencia que apoyaba su inocencia, mientras que los pobladores blancos más educados y moderados del pueblo apoyaron la decisión del jurado. Asimismo, la víctima de la injusticia racial en Matar un ruiseñor tenía limitaciones físicas, lo que hacía que no hubiera podido cometer el acto del cual era acusado, pero a la vez lo limitaba en varias otras formas. Roslyn Siegel ve en Tom Robinson un ejemplo de los motivos recurrentes entre los escritores blancos sureños en cuanto al hombre negro como "estúpido, patético, indefenso y dependiente de la caridad de los blancos, en vez de poder recurrir a su inteligencia para sobrevivir". Si bien Tom se salva de ser linchado, es muerto con excesiva violencia durante un intento de fuga de la prisión, recibiendo diecisiete disparos.
El tema de la injusticia racial también aparece en forma simbólica en la novela. Por ejemplo, Atticus debe disparar a un perro enfermo de rabia, aunque esa no sea su obligación. Carolyn Jones opina que el perro representa el prejuicio existente en Maycomb, y Atticus, que en una calle desierta enfrenta al perro para dispararle, debe pelear contra el racismo del pueblo sin la ayuda de sus otros conciudadanos blancos. También se encuentra solo cuando se enfrenta a un grupo que intenta linchar a Tom Robinson y nuevamente en la sala de justicia durante el juicio a Tom. Lee utiliza una imagen de ensoñación tomada del incidente del perro rabioso para describir algunas de las escenas en la corte. Jones escribe, "el auténtico perro enfermo de Maycomb es el racismo que niega la humanidad de Tom Robinson... Cuando Atticus realiza su alegato final al jurado, se expone personalmente al enojo del jurado y de los habitantes del poblado".

### Clase social
En una entrevista en 1964, Lee expresó que su aspiración era "ser... la Jane Austen del sur de Alabama". Tanto Austen como Lee desafiaron el orden social preestablecido y destacaron el valor individual sobre la posición social. Por ejemplo, un día en casa de los Finch, Scout avergüenza a Walter Cunningham, su compañero de escuela, que era pobre; Calpurnia, su cocinera negra, le alecciona por este proceder. Atticus respeta el criterio de Calpurnia y posteriormente se enfrenta a su hermana, la formidable tía Alexandra, cuando ella sugiere con énfasis que Calpurnia debía ser despedida. Un escritor hace notar que Scout, "de una manera muy austeniana", satiriza a las mujeres con las cuales no desea ser identificada. La crítica literaria Jean Blackall detalla las prioridades compartidas por las dos autoras: "afirmación del orden en la sociedad, obediencia, cortesía y respeto por el individuo sin importar su estatus".
Los estudiosos opinan que el enfoque de Lee en cuanto a los temas de clase y raza es más complejo "que el mero asignar el prejuicio racial a la 'escoria blanca pobre' ... Lee muestra cómo temas de género y clase son factores que intensifican el prejuicio, acallan las voces que podrían desafiar el orden existente y complican en gran medida la comprensión que numerosos estadounidenses tienen sobre el racismo y la segregación". El uso que hace Lee de la voz de narrador de clase media es un artilugio literario que permite establecer una intimidad con el lector, sin importar su clase o estatus cultural, y que promueve un cierto sentido de nostalgia. Junto a Scout y Jem, el lector se embarca en la relación con la señora Dubose, una conservadora antebellum; los Ewell, de clase baja, y los Cunningham, también pobres, pero que se comportan en formas completamente distintas; el señor Dolphus Raymond que es rico, pero ermitaño; Calpurnia y otros miembros de la comunidad negra. Los niños absorben el ejemplo y las enseñanzas de Atticus en el sentido de no juzgar a una persona hasta que no han comprendido los móviles y razones que determinan el comportamiento de dicha persona.

### Coraje y compasión
Se ha hecho notar que la novela realiza una certera exploración de diferentes formas de coraje. Por ejemplo, la impulsiva reacción de Scout a pelear con los estudiantes que insultan a Atticus muestra su intento de dar la cara por él y defenderlo. Atticus es el centro moral de la novela, y sin embargo, le enseña a Jem una de las lecciones más significativas de coraje. En una frase que muestra la motivación de Atticus en defensa de Tom Robinson y describe a la señora Dubose, quien está decidida a dejar su adicción a la morfina, Atticus le explica a Jem que coraje es "cuando eres golpeado antes de comenzar, pero, sin embargo, comienzas y continúas con tu tarea no importa lo que suceda". Otro ejemplo de coraje y compasión, es la intervención de Atticus ante la llegada del perro rabioso.
Según Charles Shields, quien ha escrito una extensa biografía de Harper Lee, la razón de la amplia y prolongada popularidad e impacto de la novela reside en "sus lecciones de dignidad humana y respeto por los otros, enseñanzas que son universales y básicas". La lección de Atticus a Scout en el sentido que "nunca comprendes verdaderamente a una persona hasta que consideras las cosas desde su punto de vista, hasta que te metes en su piel y caminas en ella" es un ejemplo de su compasión. Scout reflexiona sobre este comentario al escuchar el testimonio de Mayella Ewell. Cuando Mayella reacciona con confusión ante la pregunta de Atticus sobre si ella tiene amigos, Scout comenta que Mayella debe estar más sola que Boo Radley. Luego de acompañar a Boo a su hogar después de que él les salvara sus vidas, Scout se detiene en el porche de Radley y medita sobre los eventos de los tres años previos desde la perspectiva de Boo. Tal como lo destacó un escritor, "... si bien la novela trata sobre la tragedia y la injusticia, la pérdida y los contratiempos, también posee una fuerte impronta de coraje, compasión, y sobre la necesidad de ser mejores seres humanos".

### Roles de los géneros
Así como Lee explora el desarrollo y crecimiento de Jem en su intento por comprender y ubicarse en una sociedad racista e injusta, Scout se da cuenta de lo que significa ser mujer, y varios personajes femeninos influyen sobre su formación. La identificación de Scout con su padre y hermano mayor le permite describir la variedad y características de los personajes femeninos de la novela tanto como uno de ellos como una extraña. Los principales modelos de rol femeninos de Scout son Calpurnia y su vecina la señora Maudie, ambas son de gran determinación, independientes y protectoras. Mayella Ewell también ejerce alguna influencia; Scout observa cómo ella destruye a un hombre para esconder su propio deseo hacia él. Los personajes femeninos que más influyen sobre la resistencia de Scout a desarrollar un rol más femenino son también aquellos que promueven las opiniones y puntos de vistas más racistas y de clase. Por ejemplo, la señora Dubose reprende a Scout por no estar vestida con un vestido y camisola, y dice que por esa razón Scout está arruinando el nombre de la familia, además de insultar la decisión de Atticus de defender a Tom Robinson. Balanceando las influencias masculinas de Atticus y Jem con las influencias femeninas de Calpurnia y la señorita Maudie, un estudioso expresó, "Lee gradualmente muestra que Scout se está convirtiendo en una feminista del Sur, aunque mediante el uso de la narración en primera persona, ella muestra que Scout/ Jean Louise todavía mantiene cierta ambivalencia sobre convertirse en una "Señora del Sur" tal como imaginaba en su primera edad".
Las madres ausentes y los padres abusivos son otro tema que se presenta en la novela. La madre de Scout y Jem falleció siendo Scout muy pequeña, la madre de Mayella también murió, y la señora Radley guarda silencio acerca de la reclusión de Boo en su casa. Excepto Atticus, los padres descritos son abusivos. Se insinúa que Bob Ewell abusaba sexualmente de su hija, y el señor Radley encerró a su hijo en su casa hasta el extremo que Boo es recordado casi como si fuera un fantasma. Bob Ewell y el señor Radley representan una forma de masculinidad distinta de la encarnada por Atticus y la novela sugiere que estos hombres, al igual que las tradicionales mujeres hipócritas de la sociedad misionera, pueden hacer que una sociedad se descarríe. Atticus se diferencia claramente de otros hombres en cuanto a su rol de masculinidad; tal como lo expresó un estudioso: "Es la tarea de los hombres de bien que encarnan las cualidades tradicionales masculinas de individualismo heroico, bravura, y un conocimiento y dedicación a la justicia social y moralidad, a fin de conformar una sociedad recta".

### Leyes, escritas y no escritas
Matar un ruiseñor destaca por sus numerosas alusiones a temas legales, particularmente en escenas que transcurren fuera del recinto de la corte, y ha atraído la atención de los expertos en leyes. Claudia Durst Johnson hace notar que "una cantidad más grande de comentarios críticos han sido realizados por dos estudiosos de temas legales en revistas legales, que la de los comentarios realizados por todos los estudiosos de la literatura en revistas de literatura". El epígrafe del escritor y ensayista del siglo XIX Charles Lamb dice: "Yo supongo, que los abogados, alguna vez fueron niños". Johnson hace notar que aún en el mundo infantil de Scout y Jem, los compromisos y los acuerdos son sellados escupiéndose las palmas de las manos y Atticus se enfrasca en discusiones sobre las leyes con sus hijos: ¿es correcto que Bob Ewell vaya a cazar fuera de la temporada autorizada? Numerosos códigos sociales son traspasados por las personas en salas de corte simbólicas: el señor Dolphus Raymond ha sido exiliado por la sociedad por haber tomado como esposa a una mujer negra y haber engendrado niños mestizos; Mayella Ewell es golpeada por su padre como castigo por haber besado a Tom Robinson; al ser convertido en una "no persona", Boo Radley recibe un castigo que excede con creces aquel que le podría haber sido impuesto en una corte. En forma repetida Scout quiebra códigos y leyes y reacciona a los castigos que recibe como consecuencia de sus actos. Por ejemplo, ella se niega a vestirse con ropas frilly, alegando que los intentos fanáticos de la tía Alexandra de vestirla con esta ropa la hacen sentirse como una "presa vestida de algodón rosado". Johnson destaca que, "la novela es un análisis de cómo Jem y Scout comienzan a percibir la complejidad de los códigos sociales y cómo la conformación de las relaciones dictadas por o influenciadas por estos códigos influyen sobre los habitantes de sus pequeños mundos".

### La muerte de la inocencia

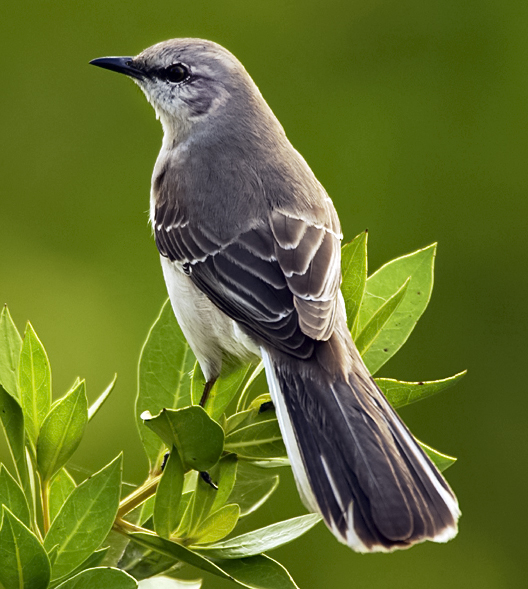
En la novela Lee utiliza la figura del ruiseñor para simbolizar la inocencia (mockingbird se tradujo al español como ruiseñor en lugar de sinsonte).

Los pájaros cantores y el simbolismo asociado a ellos aparece en varias escenas de la novela. Por ejemplo, el apellido de la familia es Finch (en inglés: pinzón), que es a su vez el apellido de soltera de la madre de Lee. El ruiseñor (en realidad, el sinsonte) del título es un motivo principal de este tema, el cual aparece por primera vez cuando Atticus, después de haberles regalado a sus hijos rifles de aire comprimido como regalo de Navidad, permite que el tío Jack les enseñe a disparar. Atticus les advierte de que, si bien pueden "matar tantas urracas azules como deseen", deben recordar que "es pecado matar un ruiseñor". Confundida, Scout le consulta a su vecina la señorita Maudie, quien le explica que los ruiseñores no le causan ningún daño al resto de criaturas vivientes, diciendo, "solo hacen una cosa y es cantar con todo su corazón para nuestro deleite". El escritor Edwin Bruell resumió el simbolismo en 1964, cuando expresó que "El matar un ruiseñor es matar aquello que es inocente e indefenso, como Tom Robinson". Los estudiosos han señalado que a menudo Lee recurre al tema del ruiseñor cuando trata de mostrar un tema moral.
Tom Robinson es el principal ejemplo de varios inocentes que son destruidos sin ninguna atención o contemplación a lo largo de la novela. Sin embargo, el estudioso Christopher Metress asocia el ruiseñor a Boo Radley: "En vez de querer utilizar a Boo para mofarse de él (como de hecho ella hace al principio de la novela al urdir varios esquemas góticos en la historia), Scout aprende a considerarlo como un 'ruiseñor' – esto es, alguien que posee una bondad interior que debe ser protegida". Las páginas finales del libro ilustran este punto cuando Scout le describe a Atticus la moral de una historia que Atticus le ha estado leyendo, y aludiendo a Boo Radley y Tom Robinson expresa respecto a un personaje que ha sido malentendido, "cuando ellos finalmente lo comprendieron, y entendieron porque él no había hecho ninguna de esas cosas ... Atticus, él era realmente una buena persona" a lo que él le contesta, "La mayoría de las personas lo son, Scout, cuando finalmente logras verlas en su totalidad".
La novela expresa la pérdida de la inocencia (y los inocentes) con suma frecuencia, al extremo que el crítico R. A. Dave indica que es inevitable que todos los personajes hayan enfrentado o deban enfrentar la derrota, lo que le otorga elementos de una tragedia clásica. Al analizar cómo es que cada personaje enfrenta su derrota personal, Lee construye un esquema para juzgar si los personajes son héroes o tontos. Ella guía al lector en estas evaluaciones, alternando entre adoración sin límites y la ironía. Por ejemplo, la ironía es empleada por Lee cuando Scout presencia la reunión de la Missionary Society, cuyos miembros, se burla Scout, intercambian chismes, y "en una actitud colonialista presumida hacia las otras razas" mientras dan la "apariencia de don de gente, piedad, y moralidad". En el otro extremo, cuando Atticus pierde el caso de Tom, Atticus es el último en dejar la sala de la corte, excepto por sus hijos y los espectadores negros en el balcón de colores, que se levantan silenciosamente cuando él camina alejándose, en un gesto que hace honor a los esfuerzos desplegados por Atticus.

## Recepción
A pesar de las advertencias de sus editores de que el libro podría no venderse bien, rápidamente se convirtió en una sensación, trayendo aclamación a Lee no sólo en círculos literarios, sino también en su ciudad natal de Monroeville y en toda Alabama. El libro se imprimió posteriormente numerosas veces y pasó a estar ampliamente disponible por su inclusión en el Book of the Month Club y ediciones publicadas por Reader’s Digest Condensed Books.
Las reacciones iniciales a la novela fueron variadas. The New Yorker lo declaró "experto, sin pretensiones y totalmente ingenioso" y de The Atlantic Monthly lo valoró como "una lectura agradable, poco exigente", pero consideró la voz de la narradora, "una muchacha de seis años con el estilo prosístico de un adulto instruido", como inverosímil. La revisión en 1960 de la revista Time declaró que "enseña al lector un número asombroso de verdades útiles sobre niñas y sobre la vida del sur" y llama a Scout Finch "la niña más atractiva desde que el personaje Frankie de Carson McCullers fue olvidado en la boda". El Chicago Sunday Tribune notó el acercamiento imparcial a la narración de los acontecimientos de la novela, escribiendo: "Esto no es de ninguna manera una novela sociológica... no subraya ninguna causa... Matar un ruiseñor es una novela de gran importancia contemporánea nacional".
Sin embargo, no todos los comentarios fueron entusiastas. Algunas revisiones lamentaron el empleo de habitantes blancos del sur pobres y víctimas negras y Granville Hicks calificó el libro como "melodramático y artificial". Cuando el libro se imprimió por primera vez, la escritora sureña Flannery O'Connor comentó: "Como libro para niños está bien. Es interesante que toda la gente que lo está comprando no sepa que está leyendo un libro para niños. Alguien debería decirles lo que es". Carson McCullers al parecer estuvo de acuerdo con la revista Time, escribiendo a un primo: "Bien, cariño, una cosa que sabemos es que ella ha estado cazando furtivamente en mi coto literario".
Un año después de su publicación, Matar un ruiseñor ya había sido traducido a diez idiomas. Desde entonces, ha vendido más de 30 millones de ejemplares y ha sido traducido a más de 40 idiomas. Matar un ruiseñor nunca se ha dejado de imprimir, bien en tapa dura o en rústica y se ha convertido en parte del currículum estándar de obras. Una encuesta de 2008 de libros leídos por estudiantes de entre 9 y 12 años en Estados Unidos, indicó que la novela es el libro más leído a esas edades. Una encuesta de 1991 realizada por el Book of the Month Club y la Biblioteca del Congreso de Estados Unidos obtuvo unos resultados que valoraron Matar un ruiseñor "como el libro que más a menudo es citado por marcar la diferencia", únicamente por detrás de la Biblia.
El 50 aniversario de la publicación de la novela se celebró con reflexiones acerca de su impacto. Eric Zorn, del Chicago Tribune, elogia a Lee por "el empleo de un rico lenguaje", pero escribe que la lección central es que "el valor no siempre es llamativo, nunca es suficiente, pero siempre está de moda". Jane Sullivan en el Sydney Morning Herald está de acuerdo, declarando que el libro "todavía provoca indignación fresca y horrorizada", ya que examina la moralidad, un asunto que se considera pasado de moda. 
Chimamanda Ngozi Adichie en The Guardian declara que Lee, rara entre los novelistas estadounidenses, escribe "con ferocidad progresiva sobre el racismo, en el cual no hay nada inevitable y sus fundamentos están abiertos a la duda", comparándola con William Faulkner, que escribió sobre el racismo como algo inevitable. La crítica literaria Rosemary Goring en el periódico escocés The Herald nota las conexiones entre Lee y Jane Austen, declarando que el tema central del libro, "las convicciones morales de uno mismo por las que vale la pena luchar, aún a riesgo de ser injuriado", es algo elocuentemente tratado.
Allen Barra, alabameño, criticó duramente a Lee y a la novela en The Wall Street Journal, llamando a Atticus "repositorio de epígramas sin sofisticaciones" y considerando que la novela representa un "mito cubierto de azúcar" de la historia de Alabama. Barra escribió: "es hora de dejar de pretender que Matar un ruiseñor sea un tipo de clásico intemporal que se encuentra entre los mayores trabajos de la literatura estadounidense. Su humanismo liberal sin sangre en las venas es tristemente anticuado...". Thomas Mallon, en The New Yorker, critica la conducta fría y santurrona de Atticus y llama a Scout "un tipo de muñeca altamente elaborada" con un discurso y unas acciones improbables. Aunque reconoce que la novela tiene su aquel, Mallon arremete contra la narrativa "salvajemente inestable" de Lee, por desarrollar una historia sobre un lugar feliz hasta que comienza a impartir lecciones morales en el drama que se vive en el juzgado, acompañándolo con una observación de que "el libro ha empezado a acariciar su propia bondad" en el momento en que el caso termina. En defensa del libro, Akin Ajayi escribe que la justicia "es con frecuencia complicada, pero debe encontrarse siempre sobre la noción de igualdad e imparcialidad para todos". Ajayi asegura que el libro fuerza a los lectores a realizarse preguntas sobre la raza, la clase social y la sociedad, pero que no se escribió para resolverlas.
Muchos escritores comparan las impresiones que experimentaron al leer Matar un ruiseñor como adultos con las de cuando eran niños. Mary McDonagh Murphy entrevistó a celebridades como Oprah Winfrey, Rosanne Cash, Tom Brokaw y Alice Lee (hermana de Harper), quienes leyeron la novela y recogieron sus impresiones de adultos y de niños en un libro titulado Scout, Atticus, and Boo.

### Atticus Finch y la abogacía
Uno de los impactos más significativos que ha propiciado Matar un ruiseñor es la visión de Atticus Finch como un modelo de integridad para aquellos dedicados a la abogacía. Como señala la estudiosa Alice Petry, "Atticus se ha convertido en una especie de héroe popular en los círculos legalistas y se le trata como si fuera una persona real". Morris Dees, del Southern Poverty Law Center, cita a Atticus Finch como la razón por la que se dedicó a la abogacía y Richard Matsch, el juez federal que presidió el juicio de Timothy McVeigh, considera a Atticus como una influencia judicial muy importante. Un profesor de Derecho de la Universidad de Notre Dame aseguró que uno de los libros de texto más influyentes en sus explicaciones es Matar un ruiseñor y un artículo del Michigan Law Review asegura que "ningún abogado de la vida real ha hecho más por la propia imagen o la percepción pública de la abogacía", antes de preguntarse si "Atticus Finch es un dechado de honor o un especialmente hábil profesional a sueldo".
En 1992, una editorial de Alabama reclamó la muerte de Atticus, diciendo que pese a ser tan liberal, todavía trabajaba en un sistema de racismo institucionalizado y sexismo, por lo que no debería ser venerado. La editorial desencadenó una oleada de respuestas por parte de abogados que eligieron esta profesión por Atticus, a quien consideraban un héroe. Los críticos con Atticus mantienen que es moralmente ambiguo y que no usa sus habilidades legales para desafiar el statu quo racista imperante en Maycomb. Sin embargo, en 1997, el Colegio de Abogados de Alabama erigió un monumento a Atticus en Monroeville, remarcando el significado del monumento como "primer hito conmemorativo en la historia judicial del estado". En 2008, la propia Lee fue nombrada miembro de honor y especial del Colegio de Abogados de Alabama por crear a Atticus, quien "se ha convertido en la personificación del abogado ejemplar a la hora de atender las necesidades legales del pobre".

### Impacto social y desafíos
Matar un ruiseñor ha sido fuente de significativas controversias, ya que ha sido objeto de estudios desde 1963. Los comentarios racistas del libro, las blasfemias y la franca discusión de la violación han llevado a que se cuestione si es apropiada para las bibliotecas y salones de clases de Estados Unidos. La American Library Association informó de que Matar un ruiseñor fue el 21.er libro más desafiado de un total de 100 entre 2000 y 2009.
Uno de los primeros incidentes en los que el libro fue cuestionado ocurrió en Hanover (Virginia) en 1966: un padre protestó por el uso de una violación como eje de la trama argumental, algo que consideraba inmoral. Johnson cita ejemplos de cartas a periódicos locales, que abarcaban desde la diversión hasta la furia; aquellas cartas que mostraban una mayor indignación, no obstante, se quejaban por la atracción que Mayela Ewell experimentaba por Tom Robinson, en lugar de por la descripción de la violación. Tras saber que los administradores escolares estaban manteniendo vistas para decidir si el libro era apropiado para su lectura en la escuela, Harper Lee envió 10 dólares a The Richmond News Leader sugiriendo que se usaran para la inscripción de la "dirección de la escuela del condado de Hanover en cualquier primer grado de su elección". En 1968, la National Education Association situó a la novela en segundo lugar en una lista de libros que recibían más quejas por parte de organizaciones privadas, justo por detrás de Little Black Sambo.
En un contexto de cambio de actitud hacia el concepto de raza en la década de 1970, Matar un ruiseñor abordó problemas de diferentes tipos: el trato del racismo en Maycomb no se condenó con la suficiente dureza. Esto ha llevado a dispares percepciones de que la novela tiene un impacto generalmente positivo en las relaciones raciales para los lectores blancos, pero una recepción más ambigua por los negros. En un caso ocurrido fuera de Estados Unidos, concretamente en los distritos escolares de las provincias canadienses de Nuevo Brunswick y Nueva Escocia, se trató de retirar el libro del currículo estándar de enseñanza durante la década de 1990, alegando que:

La terminología empleada en esta novela somete a los estudiantes a experiencias humillantes que les apartan del autorrespeto y del respeto por sus semejantes. La palabra "negro" se usa 48 veces en la novela... Creemos que el currículo para el estudio del inglés en Nueva Escocia debe permitir que los estudiantes se sientan a gusto con las ideas, sentimientos y experiencias que aparezcan, sin miedo a la humillación... Matar un ruiseñor es claramente un libro que no cumple estos criterios y por lo tanto no debe usarse más en las clases.

Además, a pesar del enfoque temático de la novela sobre la injusticia racial, los personajes negros no están desarrollados en todo su potencial. En el uso que se hace de los epítetos raciales, presentaciones estereotipadas de negros superticiosos, y el personaje de Calpurnia, quien parece ser una versión renovada del personaje del "esclavo satisfecho", se puede interpretar que el libro margina a los personajes negros. Se ha afirmado que el uso de la narración de Scout sirve como un mecanismo conveniente para que los lectores permanezcan inocentes y a cierta distancia del conflicto racial. La voz de Scout "hace las veces de 'no me ocurre a mí', lo que permite al resto de los lectores –negros y blancos, hombres y mujeres– encontrar su posición dentro de la sociedad". Una guía de enseñanza sobre la novela publicada por The English Journal previene, "lo que puede parecer fantástico o motivante para un grupo de estudiantes puede ser interpretado como denigrante por otros". Una especialista canadiense en estudios de letras aseguró que la novela tenía buena acogida entre los estudiantes blancos, pero que los estudiantes negros la encontraban "desmoralizante".
No obstante, se cita la novela como una de las principales razones para el éxito del movimiento por los derechos civiles, ya que "fue publicada en el momento justo para ayudar al Sur y a la nación a lidiar con las tensiones raciales del creciente movimiento por los derechos civiles". Su publicación está tan asociada al movimiento por los derechos civiles que muchos estudios del libro y biografías de Harper Lee incluyen descripciones de momentos importantes del movimiento, a pesar de que ella no tuvo conexión directa con ninguno de ellos. Andrew Young, uno de los líderes de aquel movimiento, comenta que parte de la eficacia del libro es que "inspira esperanza en el medio del caos y la confusión" y utilizando epítetos raciales retrata la realidad de la época en que se desarrolla. Young percibe la novela como "un acto de humanidad" a la hora de mostrar la posibilidad de las personas de levantarse contra sus prejuicios. Mark Childress, novelista de Alabama, compara la obra con el impacto de La cabaña del tío Tom, un libro popularmente implicado en los comienzos de la Guerra de Secesión. Childress afirma que la novela "da a los sureños una forma de entender el racismo en que han sido educados y buscar otra vía. Y muchos sureños blancos eran buena gente que no lanzaba bombas y causaba estragos... Pienso que el libro realmente les ayudó a entender qué estaba mal en ese sistema y les ayudó de una forma que ningún tratado podría haber hecho, porque era arte popular contado desde el punto de vista de un niño".
Diane McWhorter, ganadora del premio Pulitzer e historiadora de la campaña de Birmingham, asegura que Matar un ruiseñor condena el racismo en lugar de los racistas y asevera que cualquier niño en el Sur tiene momentos de disonancia cognitiva racial cuando se enfrentan a la dura realidad de la desigualdad. Este sentimiento les provoca el cuestionarse las creencias con las que han crecido, que para muchos niños es lo que la novela hace. McWhorter escribe sobre Lee: "... para una persona blanca sureña, escribir un libro como este a finales de la década de 1950 es realmente raro, pero por su propia existencia un acto de protesta". James McBride califica a Lee de brillante, pero no llega a llamarla valiente: "Creo que llamar a Harper Lee valiente es como si tú te absolvieras a ti mismo por tu propio racismo... Ella ciertamente estableció los patrones sobre cómo deben discutirse estos temas, pero en muchos aspectos siento que... se ha bajado la barra de la moral. Y eso es verdaderamente angustioso. Necesitamos mil Atticus Finch". McBride, sin embargo, defiende el sentimentalismo del libro y la manera como Lee aborda la historia con "honestidad e integridad".

### Rumores sobre una posible autoría de Truman Capote

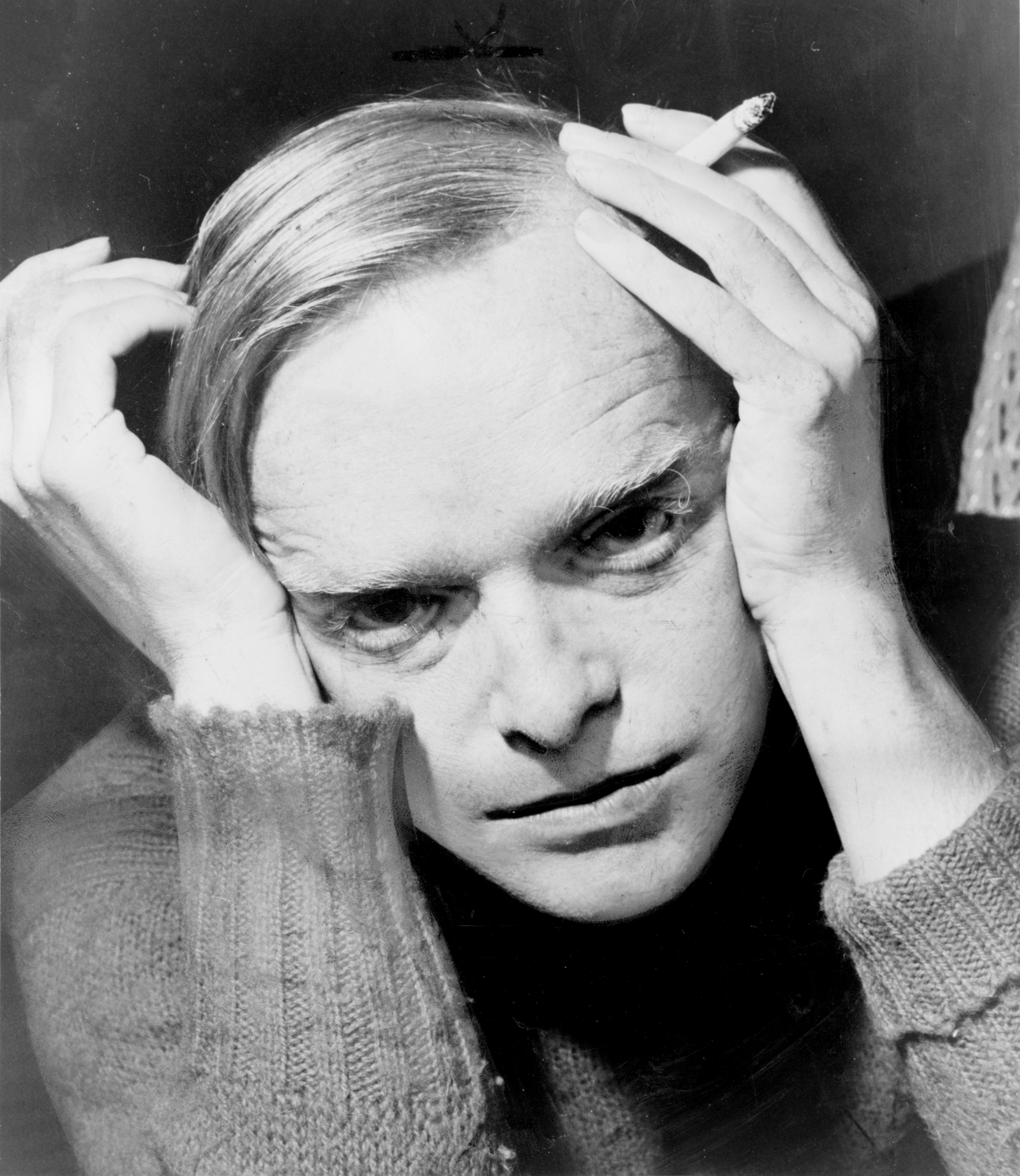
Truman Capote en 1959.

El amigo de infancia de Lee, el autor Truman Capote, escribió en la sobrecubierta de la primera edición: «Alguien raro ha escrito esta excelente primera novela: una escritora con el más alegre sentido de la vida y el más caluroso y más auténtico sentido del humor. Un libro conmovedor y tan divertido, tan agradable». Este comentario se ha interpretado para sugerir que Capote escribió el libro o corrigió amplias partes del mismo. La única prueba que apoya este rumor es el informe de un periódico de Tuscaloosa en 2003, que citó al padre biológico de Capote, Archulus Persons, quien afirmaba que Capote había escrito «casi todo» el libro. Los rumores fueron acallados en 2006 cuando una carta de Capote fue donada al museo del patrimonio literario de Monroeville. Escribiendo a un vecino en Monroeville en 1959, Capote mencionó que Lee estaba escribiendo un libro que iba a publicarse pronto. La existencia de extensas anotaciones entre Lee y su editor en Lippincott también refutan el rumor de la autoría de Capote. La hermana mayor de Lee, Alice, ha respondido al rumor, diciendo: «Es la mentira más grande que se ha dicho nunca».

### Reconocimientos

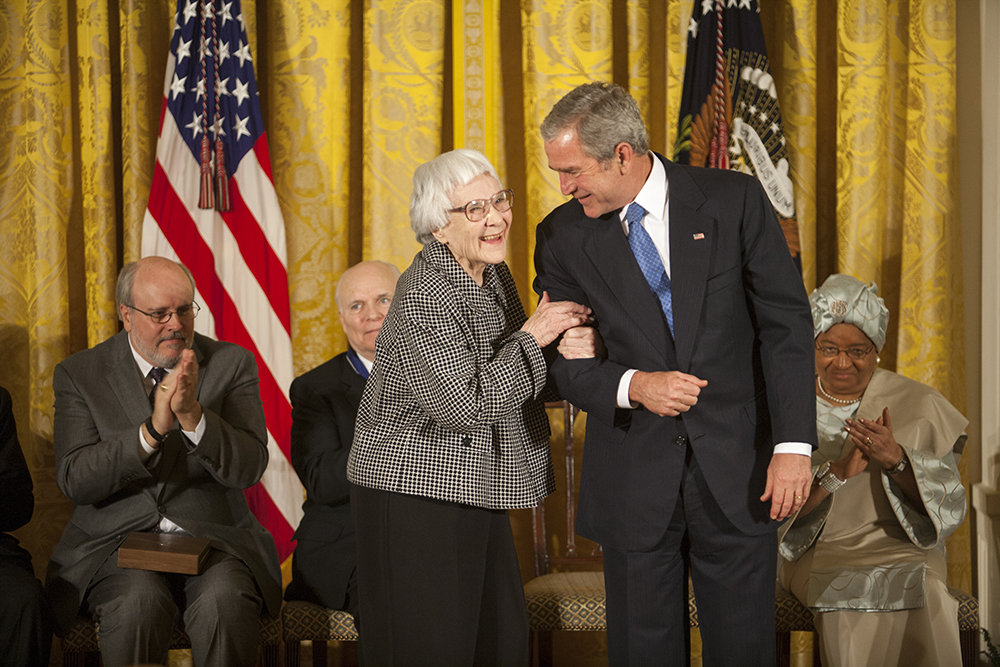
Harper Lee junto a George W. Bush en noviembre de 2007, durante la ceremonia de entrega a Lee de la Medalla Presidencial de la Libertad por Matar un ruiseñor.

Durante los años inmediatamente posteriores a la publicación de la novela, Harper Lee disfrutó de una gran popularidad y atención, concediendo multitud de entrevistas, visitando escuelas y acudiendo a eventos en reconocimiento del libro. En 1961, cuando Matar un ruiseñor se encontraba en su 41.ª semana en la lista de los más vendidos, se le concedió el premio Pulitzer, abrumando a Lee. También ganó ese mismo año el Premio a la Fraternidad de la National Conference of Christians and Jews, y un año después el premio al libro en rústica del año de la revista Bestsellers. A partir de 1964, Lee dejó de conceder tantas entrevistas, quejándose de que las preguntas eran monótonas y preocupada porque la atención que recibía rayaba con la publicidad que buscaban las celebridades. Desde entonces ha rechazado hablar de su libro. También ha declinado tajantemente realizar una introducción, escribiendo en 1995: "Las introducciones inhiben el placer, matan la alegría de la anticipación, frustran la curiosidad. La única cosa buena de las introducciones es que en algunos casos retrasan lo que está por llegar. Matar un ruiseñor aún dice lo que tiene que decir; se las ha arreglado para sobrevivir sin un preámbulo".
En 2001, Lee fue admitida en la Academia de Honor de Alabama. Ese mismo, el alcalde de Chicago, Richard M. Daley, inició un programa de lectura en las bibliotecas de la ciudad y eligió su libro favorito, Matar un ruiseñor, como primer libro del programa "Una ciudad, un libro". Lee declaró al respecto: "no hay mayor honor que la novela pueda recibir". En 2004, la novela había sido escogida por 25 comunidades en la implementación de ese mismo programa; era ya la novela con mayor presencia en estos planes de lectura. David Kipen, del National Endowment of the Arts y supervisor de The Big Read, asegura "... parece que la gente simplemente conecta con la obra. Saca a la luz cosas de sus propias vidas, sus interacciones en aspectos raciales, legales e infancia. Esto es una parte clave en diferentes etapas de la vida de muchas personas y lo aprecian".
En 2006, Lee fue galardonada con un doctorado honorífico de la Universidad de Notre Dame. Durante la ceremonia, los estudiantes y el público ovacionaron a Lee y toda la promoción graduada portó ejemplares de Matar un ruiseñor para honrarla. Lee recibió la Medalla Presidencial de la Libertad el 5 de noviembre de 2007 de manos del presidente George W. Bush. Bush aseguró: "Matar un ruiseñor tuvo éxito por el sensato y amable corazón de su autora, que se deja ver en cada página... Matar un ruiseñor ha influido positivamente en el carácter de nuestro país. Ha sido un regalo para el mundo entero. Como modelo del buen escribir y de la sensibilidad humana, este libro será leído y estudiado siempre".

## Adaptaciones

### Película de 1962

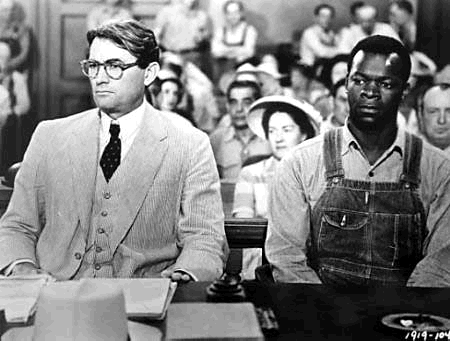
Atticus Finch (Gregory Peck) y Tom Robinson (Brock Peters) en la escena del juicio de la película.

El libro fue adaptado al cine en 1962, con Gregory Peck en el papel de Atticus Finch. El productor Alan J. Pakula recordaba a los ejecutivos de Paramount Studios preguntándole sobre un potencial guion: «Dijeron: “¿Qué historia planeas para la película?” y respondí: “¿Habéis leído el libro?”. Dijeron: “Sí”. Y contesté: “Esa es la historia”». La película fue un éxito en taquilla, recaudando más de 20 millones de dólares frente a los 2 que tuvo de presupuesto. Ganó tres premios Óscar: mejor actor para Gregory Peck, mejor dirección artística y mejor guion adaptado para Horton Foote. Fue nominada a cinco Óscars más, incluyendo el de mejor actriz para Mary Badham, por su papel de Scout.
Harper Lee se mostró satisfecha con la película, diciendo: «En la película el hombre y la pieza se encuentran... he tenido muchas, muchas ofertas para adaptar la obra a un musical, a la televisión o al teatro, pero siempre las he rechazado. Esa película fue una obra de arte». Peck conoció al padre de Lee, modelo para Atticus, antes del rodaje. El padre falleció antes del estreno y Lee estaba tan impresionada por la actuación de Peck que le dio el reloj de bolsillo de su padre, que llevó en la tarde en que recogió el Óscar a mejor actor. Años después, se mostró reacio a contarle a Lee que le robaron el reloj de su equipaje en el aeropuerto de Londres-Heathrow. Cuando Peck finalmente se lo contó, dijo que Lee simplemente respondió: «“Bien, solo es un reloj”. Harper tiene sentimientos, pero no es una persona con apego sentimental por los bienes materiales». Lee y Peck mantuvieron una larga amistad más allá del rodaje de la película. De hecho, el nieto de Peck se llama Harper en su honor.
En mayo de 2005, Lee hizo una aparición impropia de ella en la Biblioteca Pública de Los Ángeles, a petición de la viuda de Peck, Veronique, quien dijo de Lee: «Es un tesoro nacional. Es alguien que ha marcado las diferencias... con su libro. Este libro es aún tan fuerte como siempre y lo mismo ocurre con la película. Todos los niños de los Estados Unidos leen el libro y ven la película en sus primeros años de secundaria y escriben redacciones al respecto. Mi marido solía recibir miles y miles de cartas de profesores a los que les gustaría enviarle algunas de esas redacciones».

### Teatro
El libro ha sido adaptado también al teatro por Christopher Sergel. Se estrenó en 1990 en Monroeville, localidad que se autodenomina «la capital literaria de Alabama». La obra se representa cada mayo junto al juzgado del condado y los lugareños encarnan los personajes. Durante el descanso se elige a personas blancas del público para que formen el jurado. La escena del juicio se desarrolla dentro del juzgado del condado de Monroe y el público es segregado racialmente. Albert Murray dijo al respecto: «Se convierte en parte del pueblo, como puede ser el Martes de Carnaval. Con el pueblo lleno de gente en torno al juzgado, esta obra es central en el modelo de educación cívica que Monroeville aspira a ser».
Según un artículo de National Geographic, la novela es tan alabada en Monroeville que la gente cita fragmentos de la obra como si fueran de las sagradas escrituras; Harper Lee ha rechazado acudir a las representaciones, porque «aborrece cualquier cosa que comercie con la fama del libro». Para subrayar ese sentimiento, Lee exigió que un libro de recetas llamado Calpurnia's Cookbook no fuera publicado y vendido en el Museo del Patrimonio del Condado de Monroe. David Lister en The Independent afirma que el rechazo de Lee a conceder entrevistas hace que estas se deseen aún más y que su silencio «hace que Bob Dylan parezca una fulana mediática». Pese a su desaliento, un número creciente de turistas ha acudido a Monroeville esperando encontrar la inspiración de Lee para escribir el libro, o a la propia Lee. Los lugareños los llaman «grupitos del Ruiseñor» y, aunque Lee no lleva una vida recluida, rehúye cualquier entrevista o publicidad con un enfático «¡Diablos, no!».